# Paratetracnemoidea americana
Paratetracnemoidea americana är en stekelart som beskrevs av Gordh 1985. Paratetracnemoidea americana ingår i släktet Paratetracnemoidea och familjen sköldlussteklar. Inga underarter finns listade i Catalogue of Life.